# Draga (Velika)
Draga je naselje u Republici Hrvatskoj u Požeško-slavonskoj županiji, u sastavu općine Velika.

## Zemljopis
Draga je smještena oko 2 km zapadno od Velike,  susjedna naselja su Potočani na istoku, Biškupci na zapadu, Stražeman na sjeveru i Trnovac na jugu.

## Stanovništvo
Prema popisu stanovništva iz 2001. godine Draga je imala 266 stanovnika, dok je prema popisu stanovništva iz 1991. godine imala 245 stanovnika.
| broj stanovnika | 177   | 175   | 175   | 144   | 191   | 182   | 177   | 213   | 229   | 243   | 238   | 217   | 223   | 245   | 266   | 275   | 218   |
|                 | 1857. | 1869. | 1880. | 1890. | 1900. | 1910. | 1921. | 1931. | 1948. | 1953. | 1961. | 1971. | 1981. | 1991. | 2001. | 2011. | 2021. |